# Deidesheimer Hohenmorgen

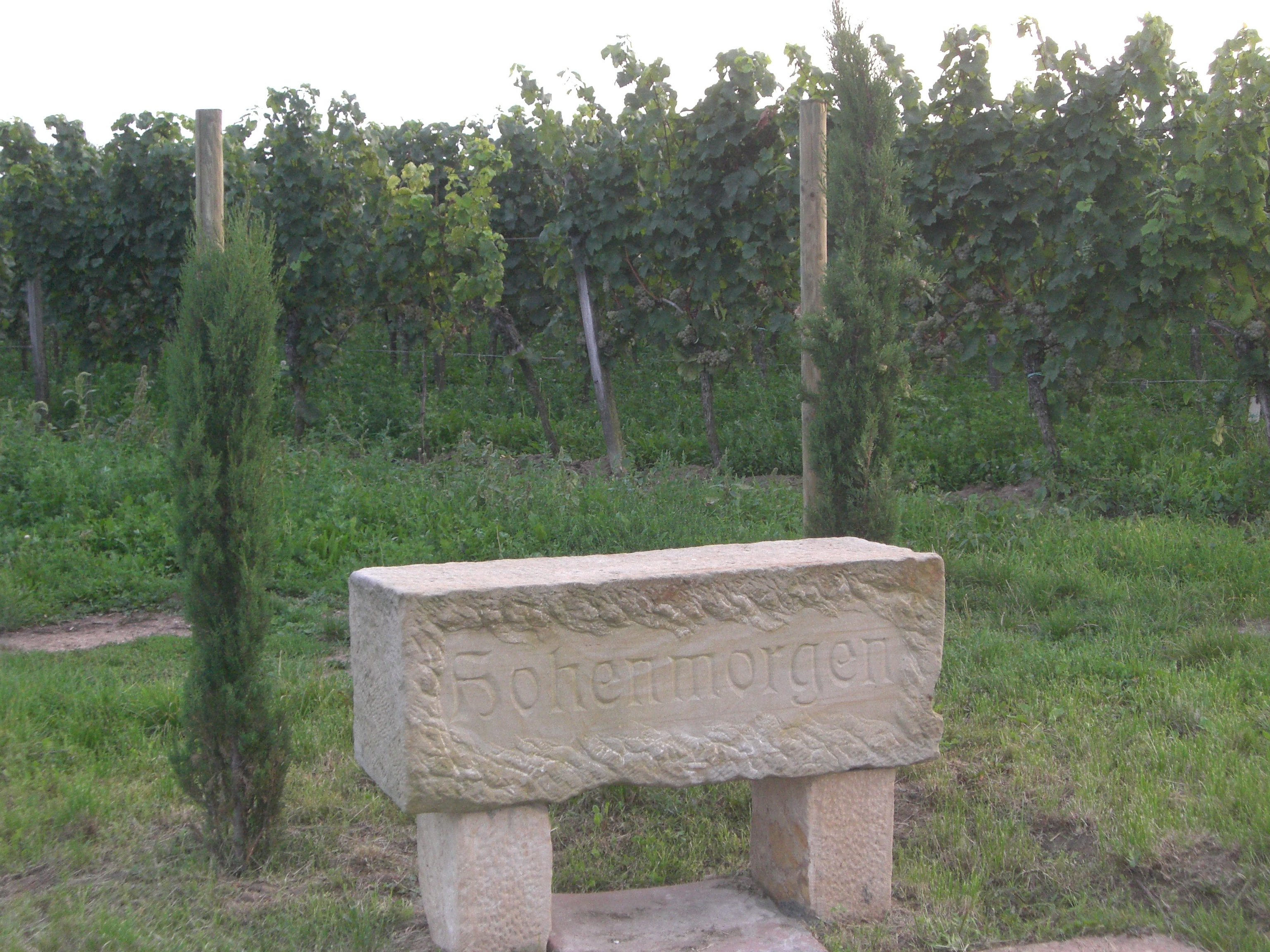
Weinberge des Hohenmorgens

Hohenmorgen heißt eine Weinlage bei der pfälzischen Kleinstadt Deidesheim (Rheinland-Pfalz).

## Lage, Klima, Böden
Der Hohenmorgen ist als Einzellage Teil der Großlage Forster Mariengarten. Die Lage umfasst eine Fläche von 2,8 ha; die Erstnennung des Namens war 1828. Der Hohenmorgen liegt auf einer Höhe von etwa 130 bis 140 m ü. NHN und ist zu 100 % hängig und ist südöstlich ausgerichtet. Die Lage erstreckt sich nördlich von Deidesheim, gehört zum Anbaugebiet Pfalz und hier wiederum zum Bereich Mittelhaardt-Deutsche Weinstraße. Der als Mittelhaardt bezeichnete Übergang des Pfälzerwaldes zum Vorderpfälzer Tiefland bildet hier eine etwa zwei Kilometer breite Vorhügelzone; im Bereich des Hohenmorgens besteht der Boden Lehm, lehmigem Sand und Sandsteingeröllen. Der Gebirgszug der Haardt schützt in seinem Lee die Weinlage vor übermäßigen Niederschlägen, zudem bewirkt die Hangneigung, dass in frostigen Frühjahrsnächten kalte Luftmassen zur Rheinebene hin abfließen können und Erfrierungen an den Reben meist ausbleiben.

## Sonstiges
- Die Erstnennung des Namens war im Jahr 1828[5].